# وريد فقري
وريد فقري (بالإنجليزية: Vertebral vein)‏‏ هو وريد يُصرف محتوياته إلى وريد عضدي رأسي،‏ ويُصرف وريد رقبي عميق محتوياته فيه.